# Mikèl Schreuders
Mikèl Schreuders, né le 21 septembre 1998 à Oranjestad, est un nageur d'Aruba.

## Carrière
Mikèl Schreuders est médaillé d'argent du 100 mètres nage libre et médaillé de bronze du 200 mètres nage libre aux Jeux d'Amérique centrale et des Caraïbes de 2018 à Barranquilla.
En juillet 2024, il est nommé porte-drapeau de la délégation d'Aruba aux Jeux olympiques d'été de 2024 en compagnie de la nageuse Chloë Farro.